# Lough Hyne Nature Reserve and Environs SAC
Lough Hyne Nature Reserve and Environs SAC este o arie protejată (arie specială de conservare — SAC, sit de importanță comunitară — SCI) din Irlanda întinsă pe o suprafață de 451,73 ha, integral pe uscat.

## Localizare
Centrul sitului Lough Hyne Nature Reserve and Environs SAC este situat la coordonatele 51°29′48″N 9°17′14″W / 51.4966°N 9.2872°V.

## Înființare
Situl Lough Hyne Nature Reserve and Environs SAC a fost declarat sit de importanță comunitară în mai 1998 pentru a proteja 2 specii de animale. Situl a fost protejat și ca arie specială de conservare în octombrie 2021.

## Biodiversitate
Situată în ecoregiunea atlantică, aria protejată conține 5 habitate naturale: Golfuri mici largi și golfuri puțin adânci, Recifuri, Pajiști uscate europene, Peșteri marine scufundate complet sau parțial, Păduri aluvionare cu Alnus glutinosa și Fraxinus excelsior (Alno-Padion, Alnion incanae, Salicion albae).
La baza desemnării sitului se află mai multe specii protejate de  păsări (2): șoim călător (Falco peregrinus), Pyrrhocorax pyrrhocorax.
Pe lângă speciile protejate, pe teritoriul sitului au mai fost identificate 4 specii de plante, 7 specii de nevertebrate, 2 specii de pești.